# 有效半徑

半光度半徑R_{e}是圍繞物體發出總光度一半範圍的半徑。

有效半徑（{\displaystyle R_{e}}）是一個星系輻射出系統總光度一半的半徑。假設一個星系，有內在的球對稱或者至少在天球平面上看見的圓對稱。另外，半光度的輪廓或等光強線可以適用在球或圓不對稱的天體。
{\displaystyle R_{e}}是非常重要的尺度，在佛科留斯{\displaystyle {\sqrt[{4}]{R}}} 定律，它描述物體表面具體光度下降與半徑的函數：
{\displaystyle I(R)=I_{e}\cdot e^{-7.67\left({\sqrt[{4}]{\frac {R}{R_{e}}}}-1\right)}}
此處{\displaystyle I_{e}}是表面在{\displaystyle R=R_{e}}. At {\displaystyle R=0}的亮度，
{\displaystyle I(R=0)=I_{e}\cdot e^{7.67}\approx 2000\cdot I_{e}}
因此，中央的表面光度大約是{\displaystyle 2000\cdot I_{e}}。